# Waldfriedhof Solln

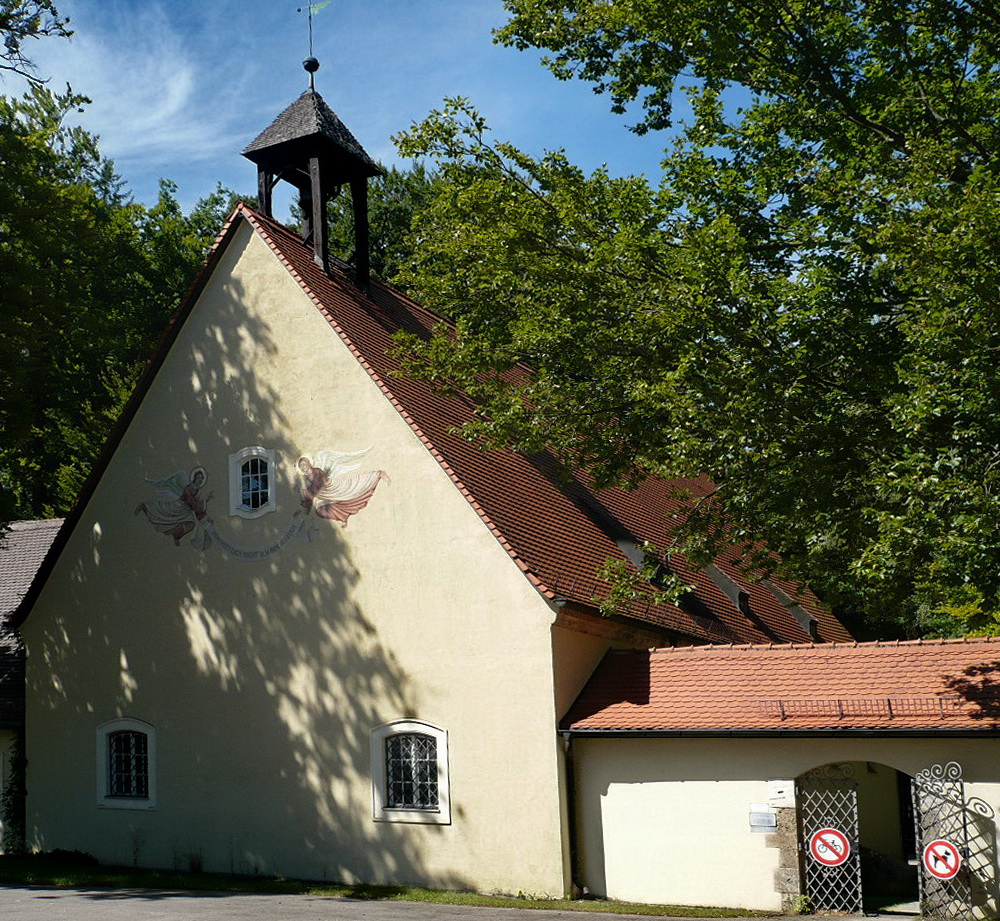
Eingang Waldfriedhof Solln

Der Waldfriedhof Solln ist ein Friedhof im Münchner Stadtteil Solln beim Warnberg. Er ist nicht zu verwechseln mit dem Münchner Waldfriedhof – Alter Teil und Neuer Teil (Fürstenrieder Straße bzw. Lorettoplatz) und dem Friedhof Solln (Friedhofweg).

## Geschichte

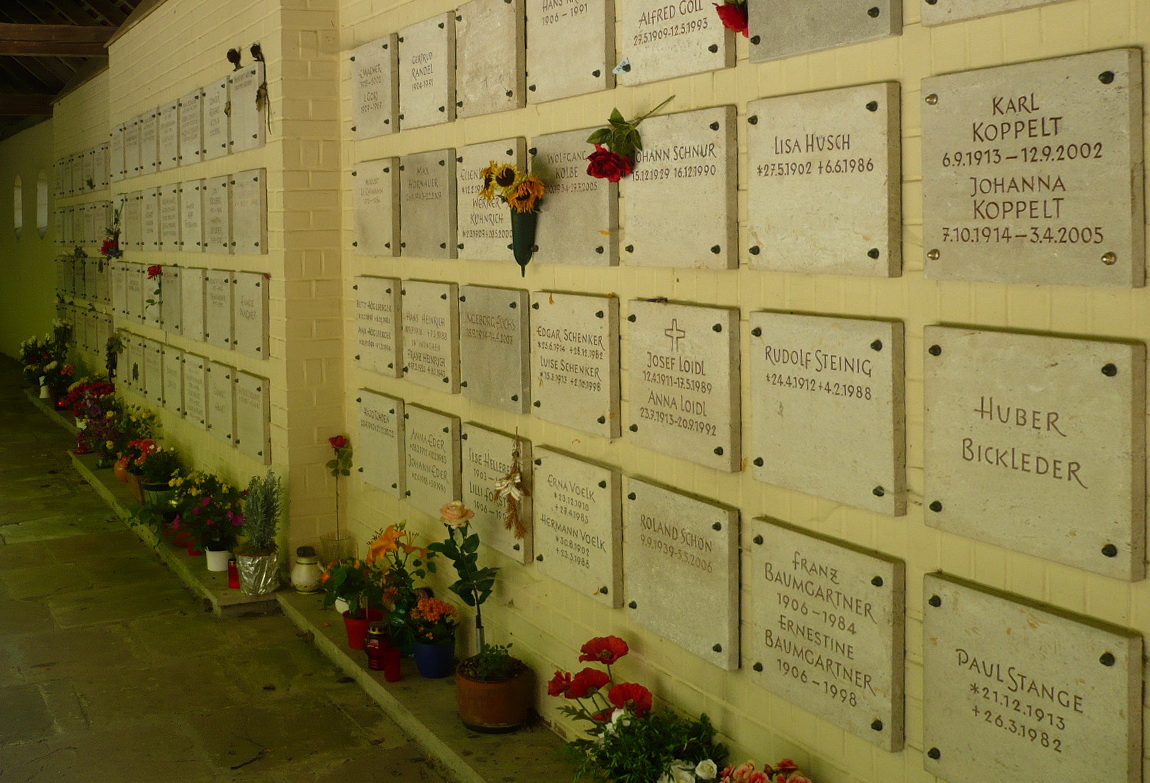
Halle mit Urnennischen

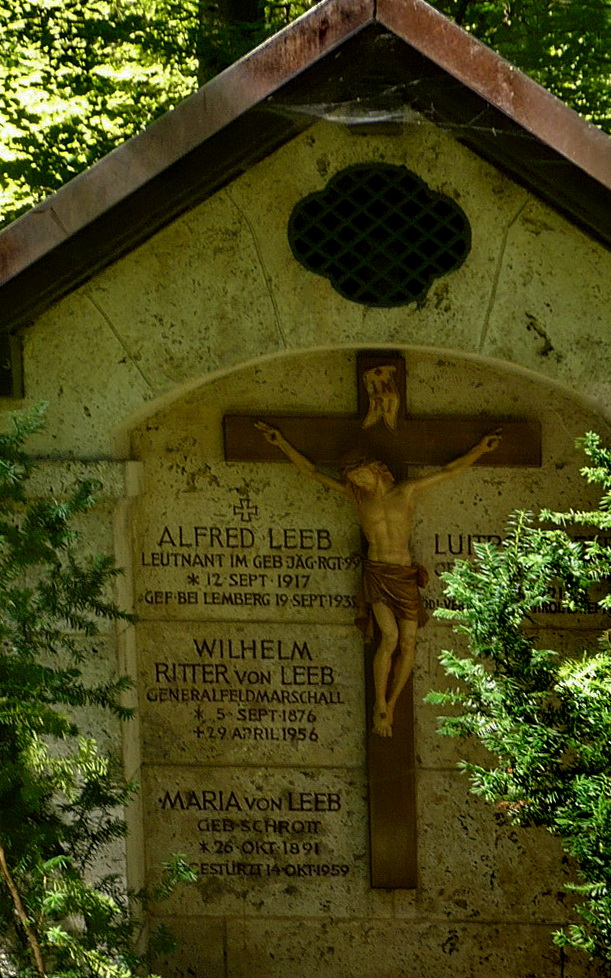
Grabstätte Wilhelm Ritter von Leeb

Er ist 1936 nach Plänen des Architekten Bruno Biehler von der im Münchner Süden gelegenen Gemeinde Solln angelegt worden, die bald danach in die bayerische Landeshauptstadt eingemeindet wurde. Der Haupteingang liegt in der Mitte der Südseite, an der Warnbergstraße 2. Die am Eingang liegende Gebäudegruppe aus kirchenartiger Friedhofshalle (mit Wandmalereien) und Nebenanlage ist heute in der Bayerischen Denkmalliste eingetragen.
Der Friedhof und eine alte Eichenallee an der Warnbergstraße ist Wuchsort einiger der seltensten Münchener Flechten (Bryoria fuscescens und andere).
Der Waldfriedhof Solln wurde seither zweimal erweitert; er umfasst heute knapp 7 ha mit etwa 3.000 Grabplätzen (Familiengräber, Urnengräber und Nischenplätze).
Der Bestattungsbezirk Waldfriedhof Solln umfasst die Stadtbezirksviertel 19.51 bis 19.59.

## Grabstätten bekannter Persönlichkeiten

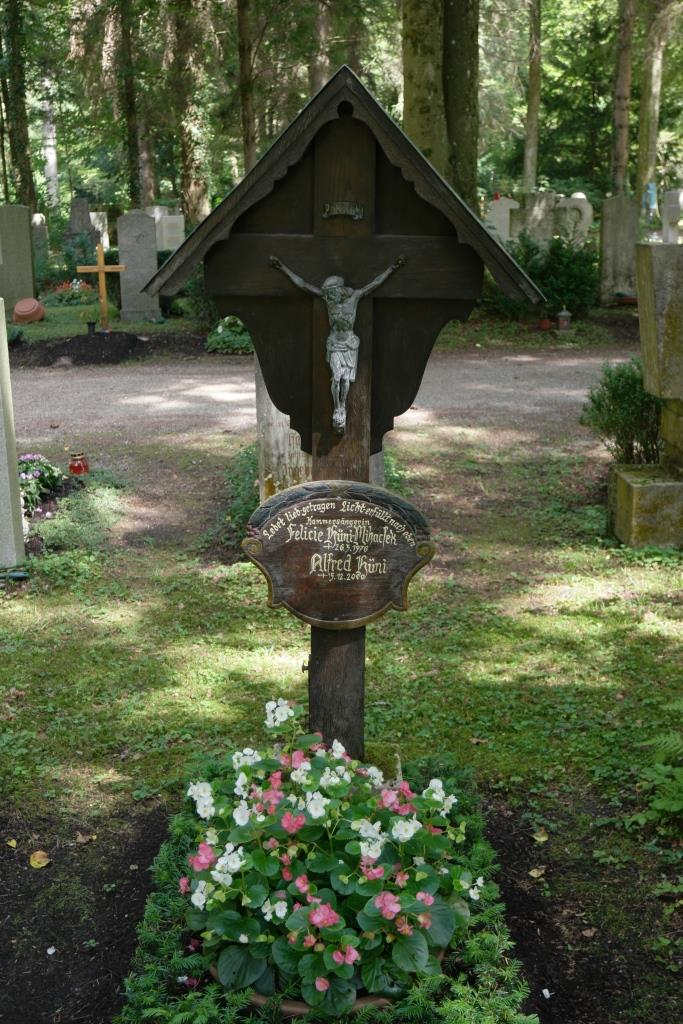
Grab von Alfred Hüni und Felicie Hüni-Mihacsek

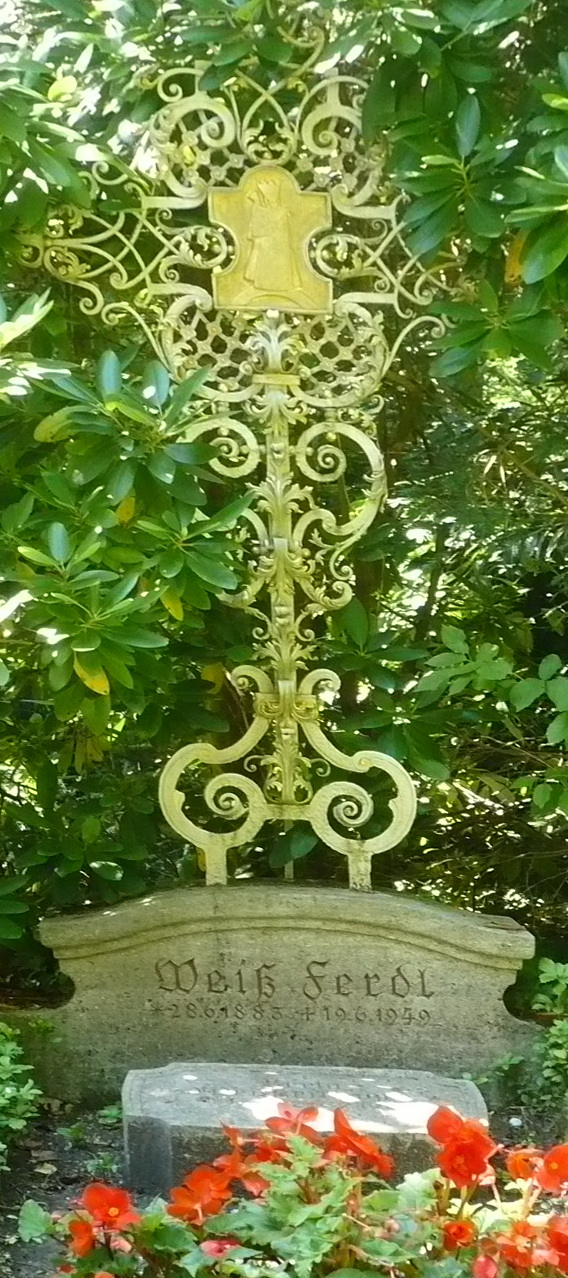
Grabstätte des Weiß Ferdl

- Werner Abrolat (1924–1997), Schauspieler, Grabstätte Nr. 28-3-158
- Carl Johann Becker-Gundahl (1856–1925), Maler, Hochschullehrer und Mitglied der Münchner Sezession, Grabstätte Nr. 41-3-30
- Franz Biebl (1906–2001), Komponist
- Josef Blaumeiser (1924–1988), Karikaturist, Grabstätte Nr. 19-W-2
- Vera Brühne (1910–2001), umstritten Verurteilte (später Begnadigte) in einem Doppelmordfall, Grabstätte Nr. 13-1-102
- Hans Bund (1898–1982), Komponist, Grabstätte Nr. 30-1-16
- Max Caspar (1880–1956), Astronomiehistoriker, Grabstätte Nr. 20-1-23
- Hans Cossy (1911–1972), Schauspieler, war von 1937 bis 1953 Ehemann von Vera Brühne, gemeinsame Grabstätte Nr. 13-1-102
- Edgar Dacqué (1878–1945), Paläontologe und Theosoph, Grabstätte Nr. 7-1-12
- Wilhelm Einsle, jugendlicher Briefkorrespondenzpartner von Karl May, Direktor mehrerer psychiatrischer Heil- und Pflegeanstalten in Bayern
- Georg Faber (1877–1966), Mathematiker, Grabstätte Nr. 28-1-107
- Gebhard Fugel (1863–1939), Maler, Grabstätte Nr. 6-W-22
- Eva-Maria Görgen (1929–1998), Kammersängerin, Grabstätte Nr. 8-2-30a
- Ulrich Grigull, Ordinarius am Lehrstuhl für Thermodynamik, Fakultät für Maschinenwesen der TU München
- Richard von Hertwig (1850–1937), Zoologe, Grabstätte Nr. 17-W-1
- Hans Hotter (1909–2003), Bassbariton
- Alfred Hüni (1925–2000), Komponist, Sänger, Grabstätte 8-2-32b
- Felicie Hüni-Mihacsek (1891–1976), Sopran, Grabstätte 8-2-32
- Eugen Kalkschmidt (1874–1962), Schriftsteller, Grabstätte Nr. 13-1-91
- Herbert Kolfhaus (1916–1987), Karikaturist, Grabstätte Nr. 27-3-170
- Wilhelm Ritter von Leeb (1876–1956), Generalfeldmarschall im Zweiten Weltkrieg, Grabstätte Nr. 17-W-2
- Elvira Lange (1949–1995), Sängerin, Grabstätte 13-2-11/12
- Franz Letz (1900–1978), Architekt
- Georg Maier (1941–2021), Gründer der Iberl Bühne
- Wilhelm Manchot, Chemiker, Geheimrat, Lehrstuhl für anorganische Chemie der TU München, Grabstätte Nr. 12-1-28/31
- Julius Mermagen (1874–1954), Maler und Hochschullehrer
- Beate von Molo (1911–1998), Regisseurin, Grabstätte Nr. 38-2-12
- Conrad von Molo (1906–1997), Regisseur, Grabstätte Nr. 38-2-12
- Carlo Mor von Weber (1898–1984), Schriftstellerin, Grabstätte 23-U-38
- Max Rauh (1888–1961), Maler, Grabstätte Nr. 5-4-24
- Eduard Reimer (1896–1957), erster Präsident des Deutschen Patentamtes
- Trutz Rendtorff (1931–2016), evangelischer Theologe
- Dietrich von Saucken (1892–1980), General im Zweiten Weltkrieg, Grabstätte Nr. 17-1-125
- Heinrich Schmitt (1895–1951), Bayerischer Staatsminister, Grabstätte Nr. 21-W-5
- Rolf Schult (1927–2013); Schauspieler und Synchronsprecher
- Edith Schultze-Westrum (1904–1981), Schauspielerin und Synchronsprecherin, Grabstätte Nr. 16-W-24
- Georg Schwarz (1902–1991), Schriftsteller
- Wolfgang Stock (1943–2012), Plastischer Chirurg, Grabstätte Nr. 12-1-24
- Franziska Stömmer (1922–2004), Schauspielerin
- Hertha Töpper (1924–2020), Sängerin
- Gottfried Traub (1869–1956), Theologe und Politiker
- Weiß Ferdl (1883–1949), Volkssänger, Grabstätte Nr. 3-W-3